# 日本国憲法第4条
日本国憲法 第4条（にほんこく（にっぽんこく）けんぽう だい4じょう）は、日本国憲法の第1章「天皇」にある条文の一つ。天皇の国事行為、権能、国事行為の委任（臨時代行）について規定する。

## 条文
日本国憲法 - e-Gov法令検索

第四条
1. 天皇は、この憲法の定める国事に関する行為のみを行ひ、国政に関する権能を有しない。
2. 天皇は、法律の定めるところにより、その国事に関する行為を委任することができる。

## 解説

### 第1項
第1条により、天皇の地位が象徴とされたことに伴い、天皇の権能について規定するものである。一般に天皇がなす行為としては国事行為として第7条に規定され、国政に関する権能は有しないものとされた。イギリス連邦諸国などにおいては、明文法もしくは憲法的慣行による規制を受けない範囲では元首に統治権が留保されるという留保権限という憲法概念が存在するが、本条項は天皇が留保権限に類する権限を持たないことを規定している。
大日本帝国憲法においては、第4条において統治権を総攬するものとされ、国政に関する多岐にわたる権能を有するものと規定されていた。
憲法の教科書では「天皇の国事行為」（第7条）は実質的権能を含まない形式的、儀礼的行為であると解説していることが多い。宮沢俊義は天皇の国事行為には国政に関する権能を有するものもあるが、内閣の助言と承認によって結果的に儀礼的になるという「結果的儀礼説」を唱えた。これに対し、小嶋和司らの第６条、第7条の天皇の国事行為は固より形式的、儀礼的なものであるとする「本来的儀礼説」がある。
しかし、苫米地事件の判決（昭和35年6月8日最高裁大法廷 ）に見られるように規定される天皇の「国事に関する行為」には極めて政治性の高い国家統治の基本に関する行為が含まれており、昭和21年7月4日の金森徳次郎国務大臣の答弁においても天皇の国事行為には国政に関する権能を含むとの見解が示されている。他にも田上穣治、大石義雄、竹花光範、百地章、阿部照哉、和田進らの法学者が天皇の国事行為は一定の国政権能を持つとの見解を示している。
また結果的儀礼説も論理的にはこれらの見解と同じ要素を持っている。
GHQ草案の該当項目を起草したGHQ民政局のネルソンとプールはイギリスのジャーナリストであり憲政史家のウォルター・パジョット『イギリス憲政論』（1867年）を参照していたと言われており、パジョットは政治は二つの部分から成るとし、一つは実効的部分であり、内閣その他の国家機関が担い、もう一つの尊厳的部分を君主・王室が担うとした。日本国憲法第四条第一項の「天皇は、この憲法の定める国事に関する行為のみを行い、国政に関する権能を有しない」とはパジョットの立憲君主制論そのものを表したものとされる。

### 第2項
天皇が一時的に執務を行うことができない場合に、天皇が行う国事行為を一時的に代行させることができると規定したものである。憲法上詳細は立法に委ねられており、国事行為の臨時代行に関する法律に規定される。日本国憲法第5条に規定される摂政は、天皇が未成年・執務不能な状況にある場合に設置されるものであり、一般的な民法上の行為能力に関する規定に対応する制度であるのに対し、本条に基づく臨時代行制度は、委任の規定であって、天皇の病気療養または海外訪問等の場合に用いられる。
国事行為の臨時代行に関する法律は、第2条において、臨時代行を置くべき場合として、
- 精神・身体の疾患、事故がある場合で、摂政を置くべき場合以外

と規定している。

## 沿革

### 大日本帝国憲法
東京法律研究会 p.6

第四條天皇ハ國ノ元首ニシテ統治權ヲ總攬シ此ノ憲法ノ條規ニ依リ之ヲ行フ

### マッカーサー三原則（マッカーサー・ノート）
マッカーサー3原則（「マッカーサーノート」） 1946年2月3日、国立国会図書館「日本国憲法の誕生」。

1.天皇は国家の元首の地位にある。皇位は世襲される。天皇の職務および権能は、憲法に基づき行使され、憲法に表明された国民の基本的意思に応えるものとする。

Emperor is at the head of the state. His succession is dynastic. His duties and powers will be exercised in accordance with the Constitution and responsive to the basic will of the people as provided therein.

### GHQ草案
「GHQ草案」、国立国会図書館「日本国憲法の誕生」。

#### 日本語
第三条
国事ニ関スル皇帝ノ一切ノ行為ニハ内閣ノ輔弼及協賛ヲ要ス而シテ内閣ハ之カ責任ヲ負フヘシ
皇帝ハ此ノ憲法ノ規定スル国家ノ機能ヲノミ行フヘシ彼ハ政治上ノ権限ヲ有セス又之ヲ把握シ又ハ賦与セラルルコト無カルヘシ
皇帝ハ其ノ機能ヲ法律ノ定ムル所ニ従ヒ委任スルコトヲ得

#### 英語
Article III.
The advice and consent of the Cabinet shall be required for all acts of the Emperor in matters of state, and the Cabinet shall be responsible therefor.
The Emperor shall perform only such state functions as are provided for in this Constitution. He shall have no governmental powers, nor shall he assume nor be granted such powers.
The Emperor may delegate his functions in such manner as may be provided by law.

### 憲法改正草案要綱
「憲法改正草案要綱」、国立国会図書館「日本国憲法の誕生」。
第四
天皇ハ此ノ憲法ノ定ムル国務ヲ除クノ外政治ニ関スル権能ヲ有スルコトナキコト
天皇ハ法律ノ定ムル所ニ依リ其ノ権能ヲ委任スルコトヲ得ルコト

### 憲法改正草案
「憲法改正草案」、国立国会図書館「日本国憲法の誕生」。

第四条
天皇は、この憲法の定める国務のみを行ひ、政治に関する権能を有しない。
天皇は、法律の定めるところにより、その権能を委任することができる。